# 鳥取市立中ノ郷小学校
鳥取市立中ノ郷小学校（とっとりしりつ なかのごうしょうがっこう）は、鳥取県鳥取市円護寺にある公立小学校。

## 概要
円護寺に大規模住宅団地が開発されたことから城北小学校の児童数急増に伴い分離されることになり、1995年（平成7年）、かつてこの地域に存在していた学校名が復活することになった。

## 沿革
- 1982年（昭和57年）10月 - 城北小学校区（北園地区）の開発計画が進行した場合、中ノ郷地区に学校新設と用地取得の必要があると市校区審議会が答申。
- 1992年（平成4年）10月 - 仮称第2城北小学校用地取得事業開始。
- 1993年（平成5年）
  - 7月 - 校地、造成工事着工。
  - 8月 - 仮称第2城北小学校開設準備委員会設置。
  - 12月 - 校名を中ノ郷小学校と決定。
- 1995年（平成7年）
  - 4月1日 - 城北小学校より分離し、中ノ郷小学校創立（13学級328名）。
  - 4月5日 - 始業式を挙行。
  - 4月6日 - 第1回入学式を挙行（男26名、女29名）。
- 2014年（平成26年）11月22日 - 創立20周年記念式典[2]。
- 2024年（令和6年）11月16日 - 創立30周年記念式典[3]。

（参考文献：）

## 通学区域
- 円護寺、覚寺（鳥取県道265号湯山鳥取線・鳥取県道318号伏野覚寺線以東）、北園一丁目、北園二丁目、山城町

## 進学先中学校
- 鳥取市立中ノ郷中学校

## 交通アクセス
- JR山陰本線 鳥取駅：鳥取駅バスターミナルより
  - 日本交通北園団地線（路線番号：38・38H）「北園二丁目」バス停より徒歩200m

## 校区内の主な施設
- 摩尼寺
- 渡辺美術館

## 中ノ郷小学校（旧）
明治5年（1872年）の学制発布の頃は鳥取と同じ行政区域としており、学校も鳥取に通っていた。1889年（明治22年）10月1日、町村制施行で鳥取地区から覚寺村・円護寺村・浜坂村が分離して中ノ郷村が発足したが、独自の小学校は設置せず鳥取市に委託していた。1890年（明治23年）1月の委託生徒は計60名で、久松尋常小学校（現在の醇風小学校）で教育を受けた。1901年（明治34年）にようやく小学校が設立された。
1960年（昭和35年）、校舎の老朽化と千代水小学校との距離が3km程と近いことから統合され、城北小学校となり閉校した。跡地は現在、山陰酒類食品株式会社となっている。
- 1901年（明治34年）5月1日 - 中ノ郷村大字覚寺264番地に中ノ郷尋常小学校開校。児童数56名。
- 1906年（明治39年）4月 - 実業補習学校を併置。
- 1909年（明治42年） - 義務教育が6年に延長。屋内運動場増築。
- 1915年（大正4年）11月9日 - 御真影奉戴により、職員の宿直を開始。
- 1924年（大正13年）12月 - 高等科併置のため校舎新築。
- 1925年（大正14年）4月1日 - 中ノ郷尋常高等小学校と改称（それまで高等科は久松校に委託していた）。
- 1933年（昭和8年）4月1日 - 中ノ郷村が鳥取市に編入、高等科を久松校に移して中ノ郷尋常小学校と改称。
- 1941年（昭和16年）4月1日 - 国民学校令により中ノ郷国民学校と改称。
- 1947年（昭和22年）4月1日 - 学制改革により鳥取市立中ノ郷小学校と改称。
- 1949年
  - 4月25日 - 図書館を開設。
  - 8月5日 - プールを設置。
- 1952年（昭和27年）5月21日 - 校章を制定。
- 1955年（昭和30年）6月6日 - 完全給食開始。
- 1960年（昭和35年）
  - 3月31日 - 中ノ郷小学校閉校。
  - 4月1日 - 千代水小学校276名、中ノ郷小学校272名を名目統合して鳥取市立雁金小学校と仮称する。授業は両小学校をそのまま使用し、田島（現・田園町）地内に場所を選定し新設する準備に着手。
- 1961年（昭和36年）3月13日 - 田園町四丁目324番地に3032坪の土地買収完了、併せて仮称雁金小学校を城北小学校と命名。
- 1962年（昭和37年）
  - 8月24日 - 移転作業完了、中ノ郷校舎廃止。
  - 8月27日 - 新校舎で始業式。

（参考文献：・・）